# Fort Myers Beach
Fort Myers Beach é uma vila localizada no estado americano da Flórida, no condado de Lee. Foi incorporada em 1995.

## Geografia
De acordo com o United States Census Bureau, a vila tem uma área de 16 km², onde 7,2 km² estão cobertos por terra e 8,8 km² por água.

### Localidades na vizinhança
O diagrama seguinte representa as localidades num raio de 16 km ao redor de Fort Myers Beach.

## Demografia
Segundo o censo nacional de 2010, a sua população é de 6 277 habitantes e sua densidade populacional é de 874,9 hab/km². É a localidade menos populosa do condado de Lee, embora seja a mais densamente povoada e a que em 10 anos, teve a maior redução populacional do condado. Possui 9 420 residências, que resulta em uma densidade de 1 313 residências/km².